# Felisberto de Baden-Baden
Felisberto de Baden-Baden (em alemão:  Philibert von Baden-Baden; 22 de janeiro de 1536 – Moncontour, 3 de outubro de 1569) foi um nobre alemão, sendo Marquês de Baden-Baden.
Era o filho mais velho de Bernardo III de Baden-Baden e de sua mulher a condessa Francisca do Luxemburgo, filha do conde Carlos I de Ligny.

## Biografia
Felisberto passou parte da juventude na corte do Duque Guilherme IV da Baviera, em Munique. Guilherme, que mais tarde viria a tornar-se seu sogro, era conhecido por uma estrita visão católica e introduziu os Jesuítas na Baviera. Felisberto apoiava o Protestantismo e convertera-se a essa fé, desapontando o futuro sogro. Em 1555 tomou parte nas negociações que deram origem à Paz de Augsburgo.
Apesar de protestante, Felisberto era muito tolerante em questões de fé, dando aos seus súbditos liberdade religiosa tendo até casado com uma Católica, em 1557.

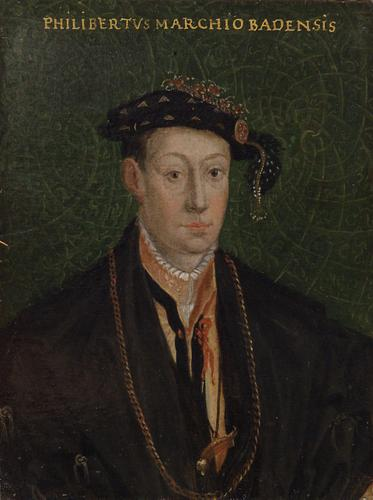
Felisberto em jovem (pintor anónimo).

Em 1565 ele pretendia ir a França apoiar os Huguenotes com 1.500 homens. Contudo, o Imperador Maximiliano II, ordenou-lhe que não se envolvesse e Felisberto anuiu.
Em 1566, Felisberto serviu no exército imperial, lutando na Hungria contra o Sultão Suleimão, o Magnífico.
Em 1569 chegou até a lutar contra os Huguenotes, ao lado do rei Carlos IX de França, genro do imperador Maximiliano II.
Felisberto foi morto a 3 de outubro de 1569, na Batalha de Moncontour contra os Huguenots, que viria a ser ganha pelo rei francês. De acordo com o seu amigo, Heinrich von Stein, ele deixou o campo de batalha vivo e foi depois perseguido pelos Huguenotes para um castelo na fronteira espanhola, onde foi apanhado e morto.
Deixou um filho com 10 anos de idade, Filipe, que lhe sucederia como marquês de Baden-Baden. Filipe II tinha uma irmã mais velha Jacobeia, e duas irmãs mais novas. O tio de Felisberto, Alberto V da Baviera encarregou-se da educação das irmãs, em Munique.

## Casamento e descendência
Em 17 de janeiro de 1557, Felisberto casou com Matilde da Baviera (1532-1565), filha do Duque Guilherme IV da Baviera. Desse casamento nasceram cinco filhos:
1. Jacobeia (Jakobe) (1558-1597), que casou com o duque João Guilherme de Jülich-Cleves-Berg;
2. Filipe II (Philip II.) (1559-1588), que sucedeu ao pai como Marquês de Baden-Baden;
3. Ana Maria (Anna Maria) (1562-1583), terceira esposa de Guilherme de Rosenberg;
4. Maria Salomé (Maria Salome) (1563-1600);
5. menino (nascido e morto a 31 de outubro de 1565).

## Bibliogrfia
- (em inglês) Butler, A.J. (1907). «The Wars of Religion in France». In:  Ward, A.W.; Prothero, G.W.; Leathes, Stanley. The Cambridge Modern History. III. [S.l.]: Cambridge University Press
- (em alemão) Albert Krieger, Allgemeine Deutsche Biographie (ADB) - Philibert, Markgraf von Baden-Baden, Vol. 25, Leipzig, Duncker & Humblot, pág. 739-741;
- (em inglês) Genealogia de Felisberto de Baden-Baden (euweb.cz).